# Тора! Тора! Тора!
«Тора! Тора! Тора!» (англ. Tora! Tora! Tora!, яп. トラ・トラ・トラ) — спільний американо-японський фільм, присвячений подіям 7 грудня 1941 року, коли японська армія завдала нищівного удару по військово-морській базі США — Перл-Гарбор
Тора! Тора! Тора! (з японської — Тигр! Тигр! Тигр!) — радіограма японського лейтенанта Фучіди, що очолював наліт на Перл-Гарбор, про початок Гавайської операції японських військово-морських сил 7 грудня 1941 року.

## Сюжет
7 грудня 1941 року, гавань Перл-Гарбор. Американське командування, яке до останнього моменту не вірить у достовірність перехоплених японських шифровок, отримує болісний удар, що поставив під сумнів могутність військово-морських сил США. В ефірі звучить радіограма лейтенанта Фучіди, і сотні «крилатих тигрів» з японських авіаносців, які непомітно підійшли до Гаваїв, завдають удару по кораблях тихоокеанського флоту США. Від цього удару самовпевнені американці оговтаються не скоро, проте японські адмірали, які спланували операцію, не підозрюють, чим відповість їх імперії велетень, що прокинувся.

## Історія створення
Фільм знімався на двох знімальних майданчиках — в США та Японії. Спочатку японську частину фільму знімав Акіра Куросава, проте після двох років безрезультатної роботи його змінив Кіндзі Фукасаку (у фільм увійшла всього одна хвилина зі зйомок Куросави). Зйомки консультували ветерани війни з обох сторін, у тому числі безпосередній автор плану японської армії Мінору Генда, ім'я якого не з'являється в титрах.
Реалістично знятий матеріал розкриває як батальні сцени, так і політичні конфлікти двох сторін. Достовірність та реалістичність зйомок батальних сцен була і залишається такою високою, що кадри з фільму неодноразово використовувались в наступних фільмах як «документальні».
В ролі японського авіаносця знімався протичовновий авіаносець США «Йорктаун». В ролі японських бойових літаків — американські навчальні літаки T-6 Texan, на яких були змонтовані фальшиві обтічники. Аварія Boeing B-17 — автентична зйомка справжнього літака і справжньої аварії, а не постановочна сцена. Винищувачі Curtiss P-40, що піднімались в повітря — справжні, знищені на землі — склопластикові макети.
Назва фільму, незвична для американського глядача, стала одною з причин касового провалу в США (в Японії таких проблем не було). Фільм приніс прибуток через декілька десятиліть, після виходу на відеокасетах.

## В ролях
- Мартін Болсам — адмірал Газбенд Кіммел, командувач Тихоокеанським флотом США
- Джозеф Коттен — військовий міністр США Генрі Льюїс Стімсон
- Джейсон Робардс — генерал-лейтенант Волтер Шорт, командувач армійськими частинами на Гавайях
- Джеймс Вітмор — віце-адмирал Вільям Холсі, командувач другою бойовою (авіаносною) групою Тихоокеанського флоту
- Джордж Макреді — держсекретар США Корделл Голл
- Кіт Ендес — начальник штабу Армії США генерал Джордж Маршалл
- Е. Г. Маршалл — лейтенант-полковник Руфус Бреттон

- Со Ямамура — адмірал Ісороку Ямамото, командувач об'єнаним флотом Японії
- Ейдзіро Тоно — віцеадмірал Тюїті Наґумо, командувач першим авіаносним флотом Японії
- Тацуя Міхасі — полковник Мінору Генда, розробник плану атаки
- Такахіро Тамура — Міцуо Фучіда, командувач повітряними силами Об'єднаного флоту

Продюсери свідомо відмовились від використання акторів-зірок, щоб сфокусувати увагу глядача на історичних подіях.

## Нагороди
Фільм був номінований на премію «Оскар» у 1971 році.
- Найкращі спецефекти (1971)
- Найкращі зйомки (номінація) (1971)
- Найкраща сценографія (номінація) (1971)
- Найкращий звук (номінація) (1971)
- Найкращий монтаж (номінація) (1971)